# 承天府 (臺灣)
承天府（1661年－1683年）是明鄭時期初「東都明京」的行政單位，由延平王鄭成功打敗荷蘭東印度公司後設立。承天府衙門置於赤崁樓，主官為承天府府尹。永曆十八年（1664年），鄭經裁撤承天府府尹 ，原府四坊歸升格後的天興州管轄。東寧覆亡前，承天府地名仍存。

## 歷史
1661年，鄭成功攻佔南台灣後，將台灣赤崁定為「東都明京」（今位於台南市中西區），設置承天府，管轄天興縣與萬年縣。
1664年，思明州失守翌年，鄭經率領軍隊自銅山島撤至「東都明京」，改「東都明京」為「東寧」，废除承天府府尹，但保留承天府名称。原屬承天府轄下的兩縣，升格為天興州與萬年州，增設澎湖、南路與北路三個安撫司，並將原屬承天府之四坊歸天興州管轄。

## 統轄範圍
- 承天府
  - 安平鎮
  - 東安坊
  - 寧南坊
  - 西定坊
  - 鎮北坊
- 天興縣
- 萬年縣

### 引用
1. ↑  《先王實錄》：「承天府安平鎮，本藩暫建都於此，文武各官及總鎮大小將領家眷暫住於此。」
2. ↑  鄧孔昭. . 海峡两岸台湾史学术研讨会论文.